# Iglesia de San Cosme y San Damián (Medinilla de la Dehesa)
La iglesia de San Cosme y San Damián es un templo parroquial de culto católico situado en el pueblo de Medinilla de la Dehesa de la ciudad de Burgos, comunidad autónoma de Castilla y León, España, construido en el siglo XIII. Posee un mobiliario característico de una arquitectura románica mudéjar tardío. La festividad del pueblo tiene lugar el 3º fin de semana del mes de agosto, ya que coincide con el patrón de la iglesia del pueblo.

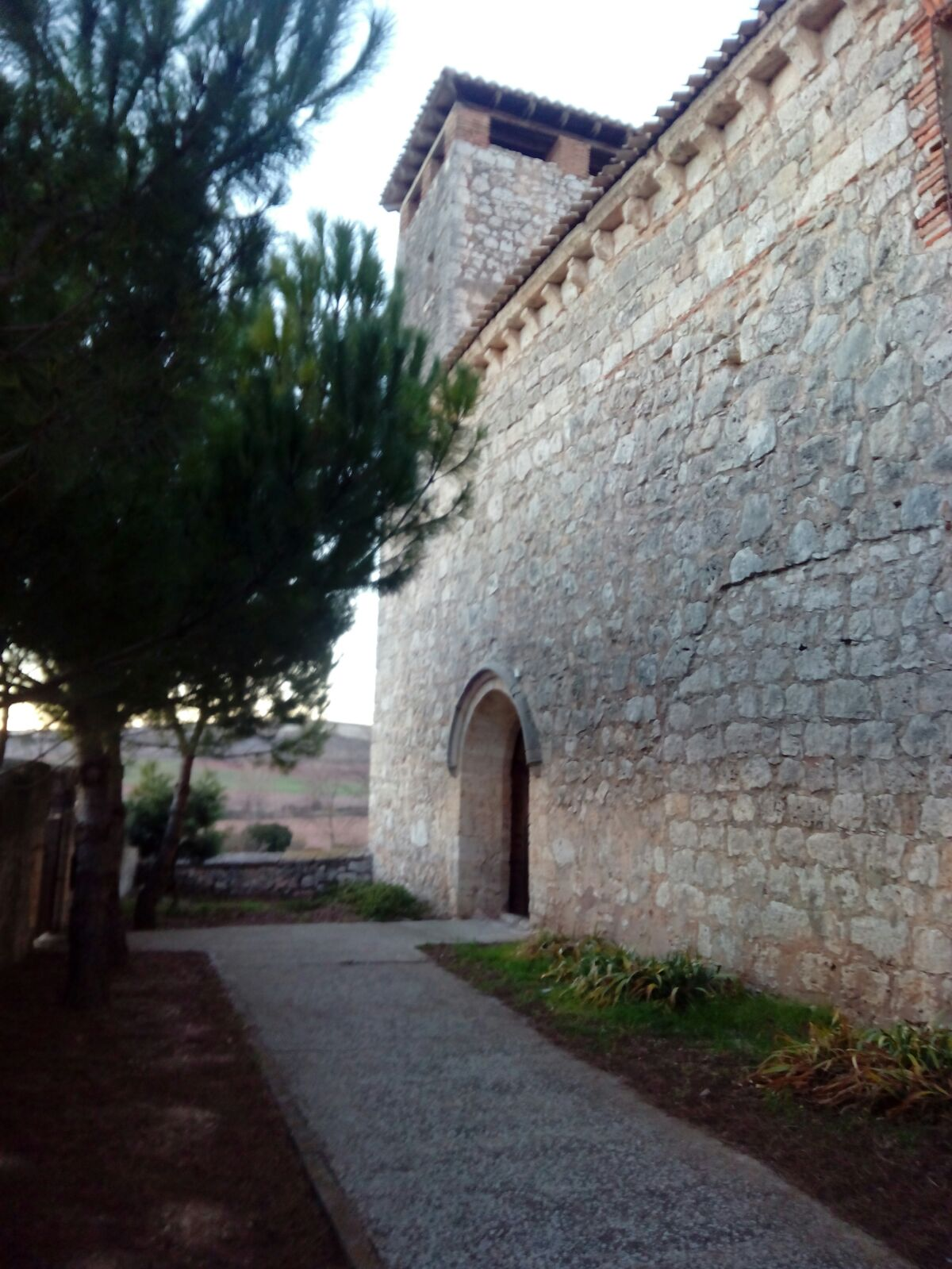
Iglesia de Medinilla de la Dehesa

## Descripción
Bella iglesia, cuya localización dentro del pueblo es difícil de definir, a causa de la poca extensión de este. El edificio se comenzó a construir a principios del siglo XIII y no se tiene muy claro si fue en el siglo XVI o siglo XVII cuando su construcción fue finalizada, pero la obra que hubo entremedias de estos siglos para modificar la portada de la iglesia se sabe que fue en el siglo XV.

### Materiales
Es una iglesia cuyos materiales predominantes son las piedras y los ladrillos, estos últimos caracterizados por ser de tintes mudéjares, algo muy poco común en este tipo de zonas de la comunidad autónoma de Castilla y León y aún más extraño en la provincia, siendo casi el único ejemplar de templo mudéjar. Solo existe uno más en toda la provincia y es el templo que corresponde a Arcos de la Llana

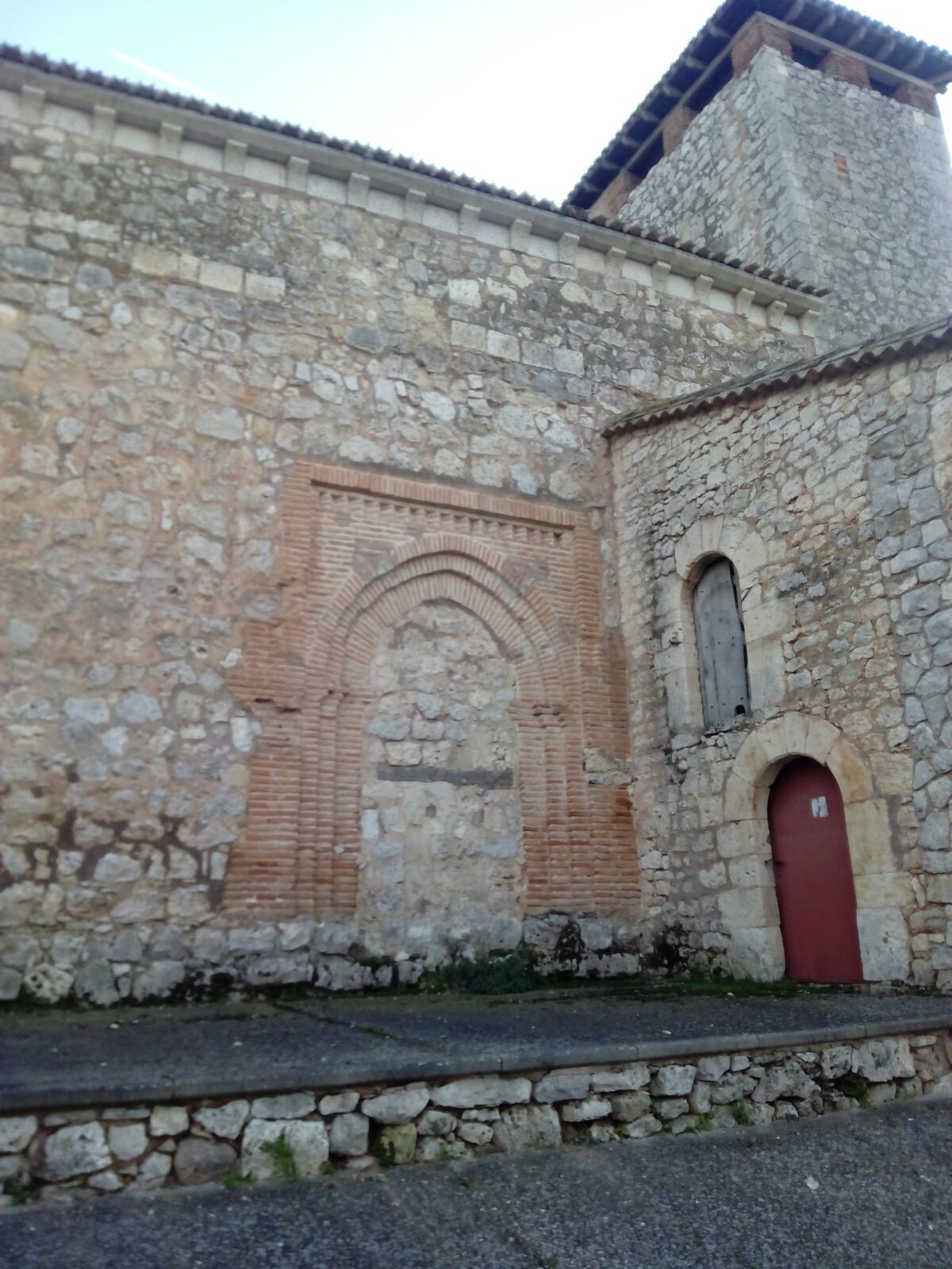
Portada original tapiada

## Forma
Como bien se puede ver a simple es una iglesia con una forma muy sencilla y con elementos característicos de la arquitectura románica. Está formada por un ábside en forma de semicírculo, cuya continuación es un tramo recto que lleva a una nave con una pequeña torre.

### El Ábside
Esta parte, es una de las más importantes y características zonas de todo el templo debido a su forma poco común. Cuenta con 3 ventanas que se encuentras constituidas por una estrecha aspillera, que esta a su vez está cubierta por un arco túmido.

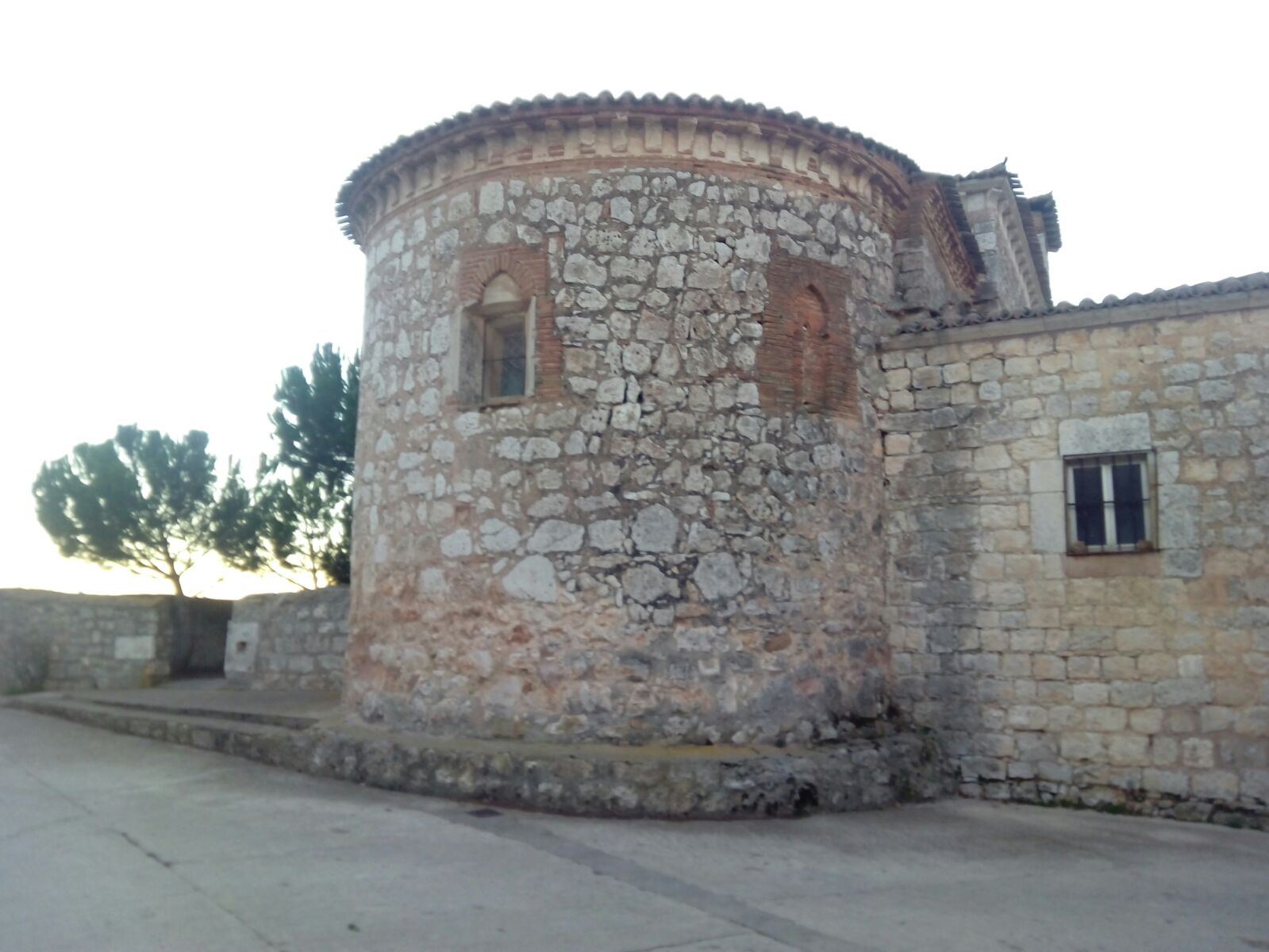
Ábside de Medinilla de la Dehesa

### La Nave
La nave, se ve que fue construida en 3 partes:

*La más antigua de todas, que corresponde desde la fecha del inicio de su construcción hasta el siglo XV, fecha en la que sería modificada, está constituida por la mayor parte de la caja de muro y algunos canecillos de ladrillo, que corresponden con los mismos que están en la zona de la cabecera.

*La segunda parte, construida en el siglo XV, posee unos muros, que, aprovechando las piezas de la cornisa original, consiguieron alcanzar la altura actual.

*La última parte de todas, cuya fecha de construcción no se sabe a ciencia cierta; posee un arco triunfal y un contrafuerte meridional.

### Cabecera
Esta última zona, está cerrada o acabada por una cornisa, que está hecha de ladrillo y decorado por unos canecillos del mismo material, es decir, de ladrillo